# Gunder Heimlich
Gunder Volker Heimlich (* 6. August 1941 in Kassel; † 27. Juli 2014 in Düsseldorf) war ein deutscher Sozialarbeiter, Vorsitzender der AWO Niederrhein und Initiator des Kinderhilfsprojekts Mo.Ki – Monheim für Kinder in Monheim am Rhein.

## Biografie
Heimlich absolvierte eine Ausbildung zum Sozialarbeiter und war langjähriger Leiter der Abteilung Jugendförderung des Jugendamtes Düsseldorf. Er setzte sich besonders für Kinder und Jugendliche aus benachteiligten Familien ein und initiierte das Programm Mo.Ki - Monheim für Kinder in der Stadt Monheim am Rhein.
Seit 1976 gehörte Heimlich der AWO an und war über 27 Jahre im Vorstand der AWO Niederrhein, davon viele Jahre als Vorsitzender. 32 Jahre lang war er zudem Vorstandsmitglied des AWO-Kreisverbandes Düsseldorf e.V.
Von 2002 bis 2005 hatte er die Leitung die „Kommission Armut“ der AWO Niederrhein inne, die ihren Schwerpunkt darauf legte, gegen die Ursachen und Folgen der Armut bei Kindern und Jugendlichen zu kämpfen. Als Vorsitzender der Landesarbeitsgemeinschaft der nordrhein-westfälischen AWO rief er eine landesweite Fachkonferenz zum Thema „Armut bedroht unsere Gesellschaft“ mit 300 Teilnehmern ins Leben. Mit der Fachtagung „Wege zum sozialen Europa“ knüpfte er 2009 Kontakte in die Niederlande und förderte den grenzüberschreitenden Austausch zu einheitlichen europäischen Sozialstandards. Von 1995 bis 2009 war Heimlich beratendes Mitglied mit Stimmrecht bei mehreren Projekten des Landesjugendhilfeausschusses der Landschaftsversammlung Rheinland.
Gunder Heimlich verstarb am 27. Juli 2014 in Düsseldorf.

## Auszeichnungen
- 2011 wurde er mit der Marie-Juchacz-Plakette für das „jahrzehntelange Engagement auf allen Ebenen des Verbandes sowie die besonderen Verdienste, die sich Gunder Heimlich im Kampf gegen die Folgen von Armut bei Kindern und Jugendlichen erworben hat“, geehrt.
- Das Bezirksjugendwerk der AWO am Niederrhein ernannte ihn zum Ehrenmitglied.[7]
- 2013 überreichte ihm Bernd Neuendorf, Staatssekretär im Ministerium für Familie, Kinder, Jugend, Kultur und Sport des Landes Nordrhein-Westfalen, das Bundesverdienstkreuz 1. Klasse für „seine langjährigen und außergewöhnlichen Verdienste im Bereich der Jugendförderung“.[8][2] Neuendorf lobte Heimlichs „beispielhaftes soziales Engagement“ und hob hervor, das von ihm initiierte und weiterentwickelte Modellprojekt „Mo.Ki - Monheim für Kinder“, um benachteiligten Familien Wege aus der Armut zu ermöglichen, habe „bundesweit große Beachtung und Anerkennung“ gefunden.[2]